# 早春の港
「早春の港」（そうしゅんのみなと）は、南沙織の通算6枚目のシングル。1973年1月21日発売。発売元はCBS・ソニー。

## 解説
タイトルどおり、春先を舞台としている楽曲。前年暮れ（1972年12月21日）発売のアルバム『早春のハーモニー』に収録されていた「ふるさとのように」という原曲が存在する。シングル化にあたって改題され、アレンジと歌詞に手が加えられた。メロディは概ね同じであるが、歌詞の文字数の関係で多少異なる箇所もある。冒頭部分や間奏に挿入される波音のSEやスティール・ギターの音をはじめ、筒美京平によるアレンジは曲全体に早春の雰囲気を出すことに成功している。 
本シングル発売当時、人気絶頂だったフォーク歌手・よしだたくろうは、ラジオから流れてきたこの曲に感動し、アンサーソングとして「シンシア」を発表したとされる（『よしだたくろう・かまやつひろし』名義）。また「早春の港」は、シンシア・ファンを公言する歌手・岩崎宏美がアルバム『Dear Friends II』（2003年11月26日）でカヴァーした。
1974年11月12日放送のフジテレビ系の音楽番組『ミュージックフェア』では、かまやつ・よしだ・南の3人が共演し、南沙織を挟んで「シンシア」が歌われた。この映像は、近年の総集編でもオンエアされることがある。なお、この放送が南沙織の『ミュージックフェア』初出演でもあった。 
B面曲の「魚たちはどこへ」は南自身も気に入っているナンバーで、1978年10月に行われたさよならコンサートでも歌われた。この曲も元々『早春のハーモニー』に収録されていた楽曲で、手を加えられずシングルカットされた。春になり散った故郷の学友たちと、春になり息づく魚たちを掛けた歌詞となっている。

## 収録曲
両楽曲とも、作詞: 有馬三恵子、作曲・編曲: 筒美京平
1. 早春の港（2:53）
2. 魚たちはどこへ（2:24）

## 収録作品（LP・CD）
- 早春の港
  - ギフトパック 南沙織 -1973年版-
  - 南沙織デラックス
  - Best of Best 南沙織のすべて
  - 南沙織ヒット全曲集 -1976年版-
  - シンシアのハーモニー
  - シンシア・ラブ
  - THE BEST / 南沙織 -1978年11月版-
  - THE BEST / 南沙織 -1979年11月版-
  - THE BEST / 南沙織 -1980年版-
  - THE BEST / again 南沙織
  - THE BEST / 南沙織 -1982年版-
  - 南沙織のすべて
  - 南沙織ベスト・コレクション
  - 南沙織ベスト Recall 〜28 SINGLES SAORI + 1〜
  - Cynthia Memories
  - GOLDEN J-POP/THE BEST 南沙織
  - CYNTHIA ANTHOLOGY
  - DREAM PRICE 1000 南沙織 17才
  - GOLDEN☆BEST 南沙織 筒美京平を歌う
  - 南沙織 THE BEST 〜 Cynthia-ly
  - ドーナツ盤型12cmCDコレクション
  - Cynthia Premium
  - 南沙織 スーパー・ベスト
  - 南沙織 BEST OF BEST
  - GOLDEN☆BEST 南沙織 コンプリート・シングルコレクション
  - 南沙織 スーパー・ヒット
  - 南沙織 ベスト・ヒット
  - ゴールデン☆アイドル 南沙織
  - CYNTHIA ALIVE
- 早春の港 -Album Ver.-
  - 傷つく世代（アルバム）
  - Cynthia Premium
- 早春の港 -SQ 4ch Ver.-　
  - 南沙織ヒット全曲集 -1974年版-
- 早春の港 (ノンストップmix Ver.)
  - TSU-TSU MIX 南沙織
- 早春の港 -Live #1 （SAORI HIT MEDLEY）-
  - SAORI ON STAGE
  - CYNTHIA ANTHOLOGY
- 魚たちはどこへ
  - 早春のハーモニー
  - ギフトパック 南沙織 -1973年版-
  - 南沙織デラックス
  - THE BEST / 南沙織 -1979年11月版-
  - Cynthia Memories
  - GOLDEN J-POP/THE BEST 南沙織
  - CYNTHIA ANTHOLOGY
  - GOLDEN☆BEST 南沙織 筒美京平を歌う
  - ドーナツ盤型12cmCDコレクション
  - Cynthia Premium
  - GOLDEN☆BEST 南沙織 コンプリート・シングルコレクション
  - ゴールデン☆アイドル 南沙織
  - CYNTHIA ALIVE
- 魚たちはどこへ -Live-
  - Good-bye Cynthia
  - Cynthia Memories
  - CYNTHIA ANTHOLOGY

## カバー
早春の港
- 真心ブラザーズ - カバーアルバム『PACK TO THE FUTURE』（2015年10月7日発売）収録。